# Meryta

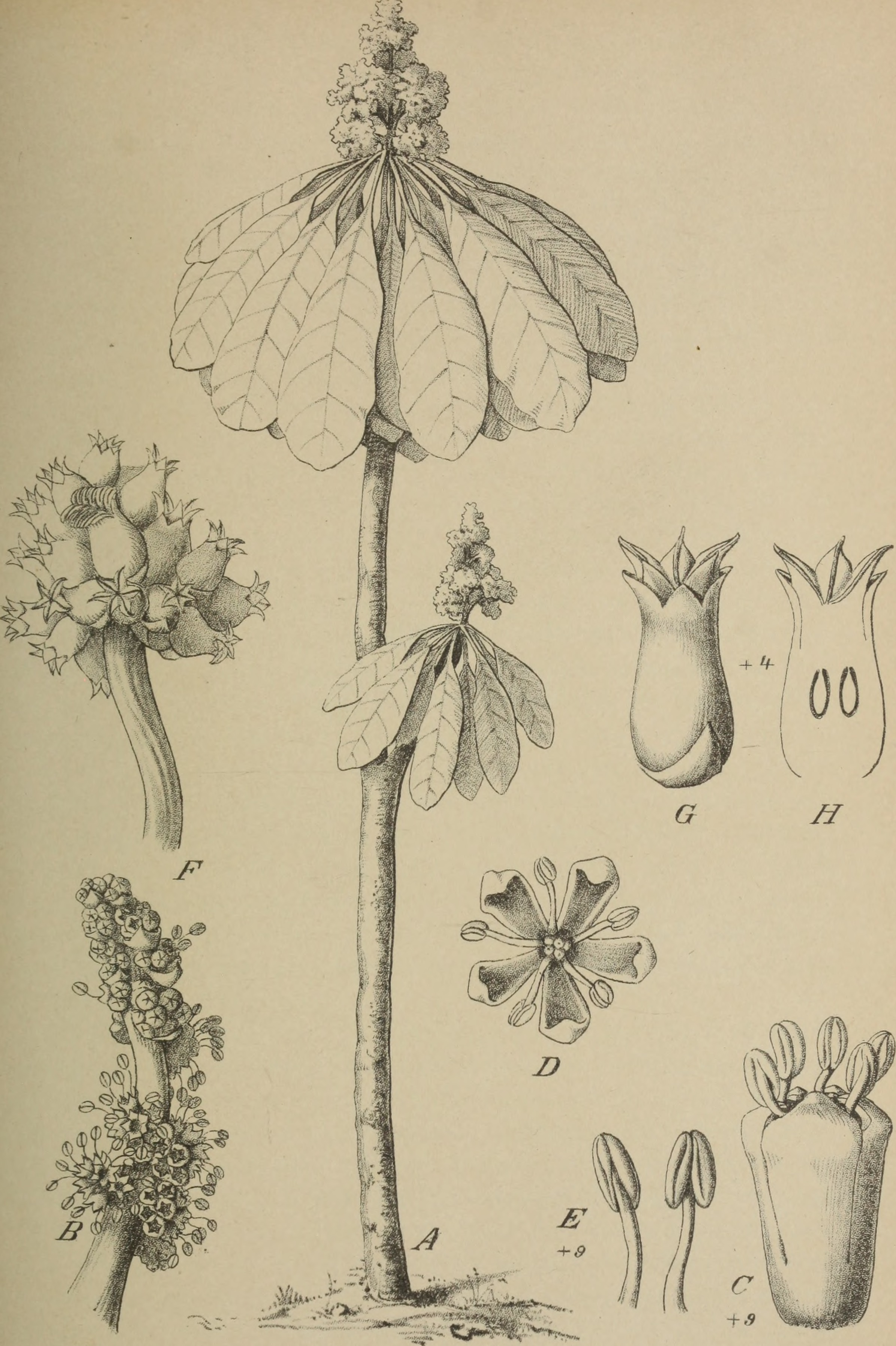
Meryta senfftiana na botanické ilustraci z konce 19. století

Meryta (Meryta) je rod rostlin z čeledi aralkovité. Jsou to stromy a stromky s tuhými jednoduchými listy a drobnými květy v latovitých květenstvích. Plodem je peckovice. Rod zahrnuje asi 29 druhů a je rozšířen výhradně v jižním Tichomoří včetně Nového Zélandu. Největší počet druhů roste na Nové Kaledonii. Novozélandský druh Meryta sinclairii je v tropech pěstován jako okrasná dřevina.

## Popis
Meryty jsou stálezelené, dvoudomé, nevětvené až bohatě větvené stromy a stromky s velkými, jednoduchými, střídavými, kožovitými listy. Je to jediný rod celé čeledi, který má jednoduché listy a zároveň je dvoudomý. Při poškození rostliny roní pryskyřičnatou šťávu. Květy jsou drobné, jednopohlavné, pravidelné, uspořádané ve vrcholových latách. Kalich je redukovaný, někdy zakončený 3 až 5 drobnými zoubky. Koruna je složená ze 4 nebo 5 lístků. Tyčinek v samčích květech je stejný počet jako korunních lístků a mají poměrně dlouhé nitky. V samičích květech je semeník obsahující 4 až mnoho komůrek. Čnělky jsou tlusté, volné nebo na bázi srostlé. Plodem je široce podlouhlá až téměř kulovitá peckovice.

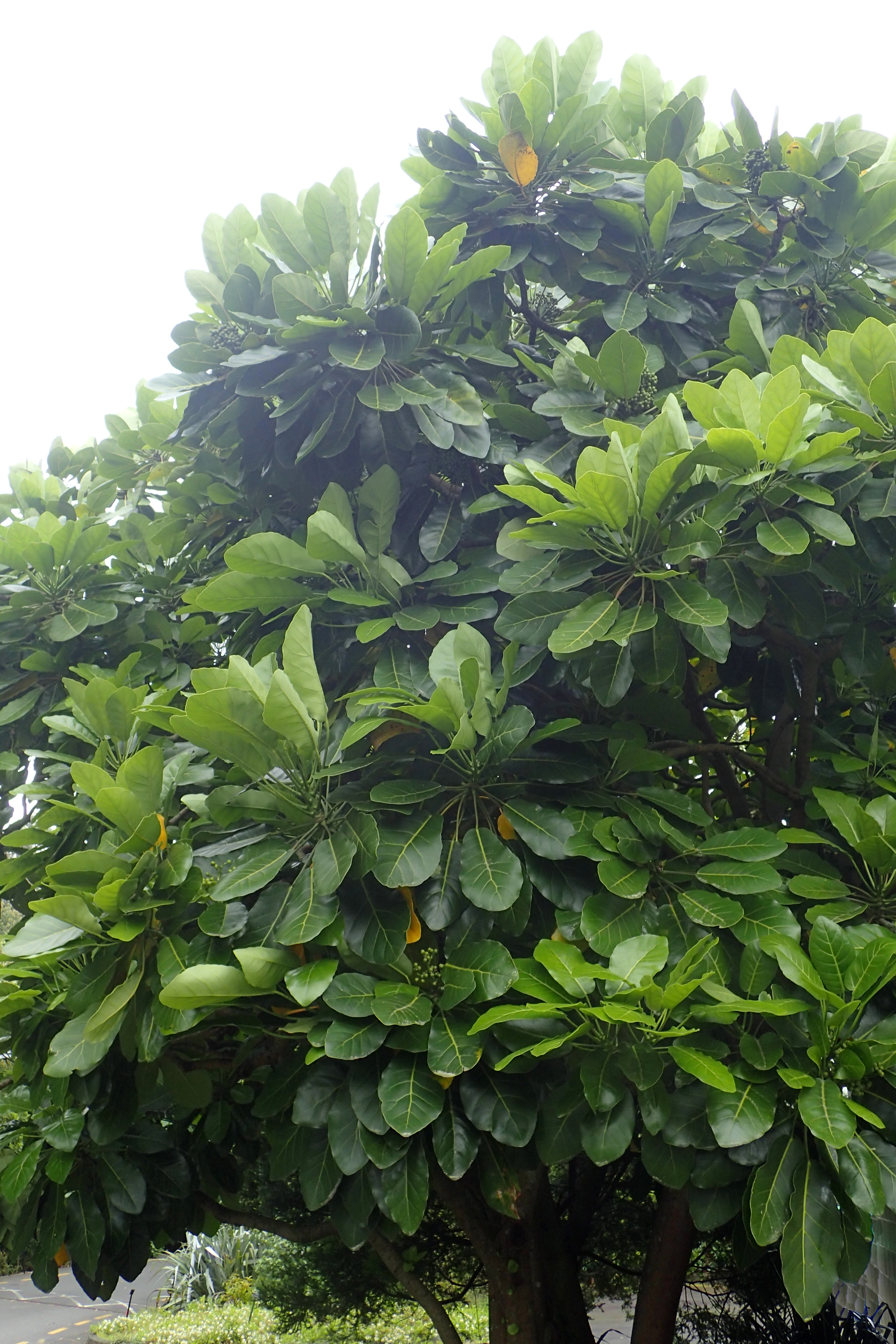
Meryta sinclairii
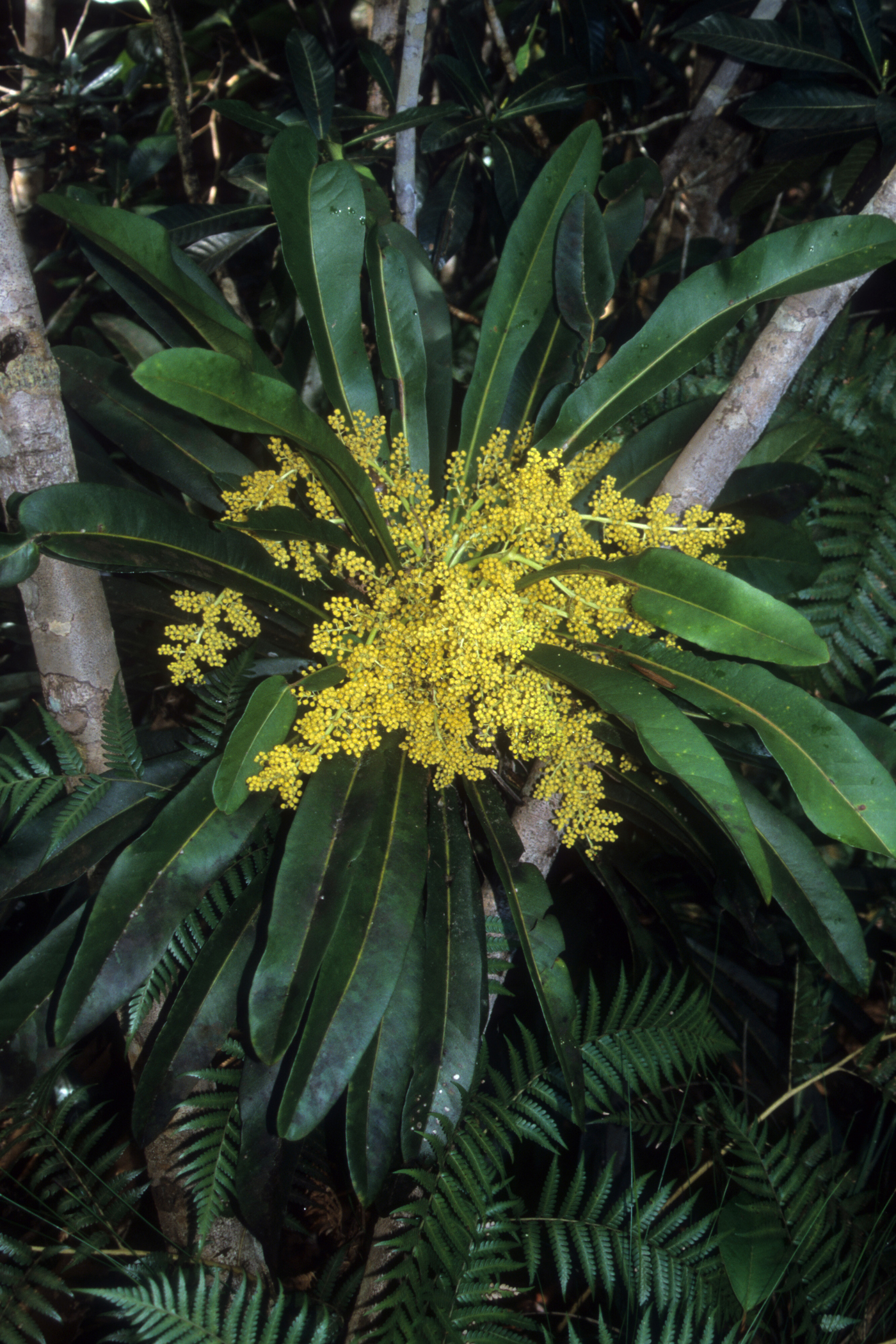
Kvetoucí Meryta coriacea
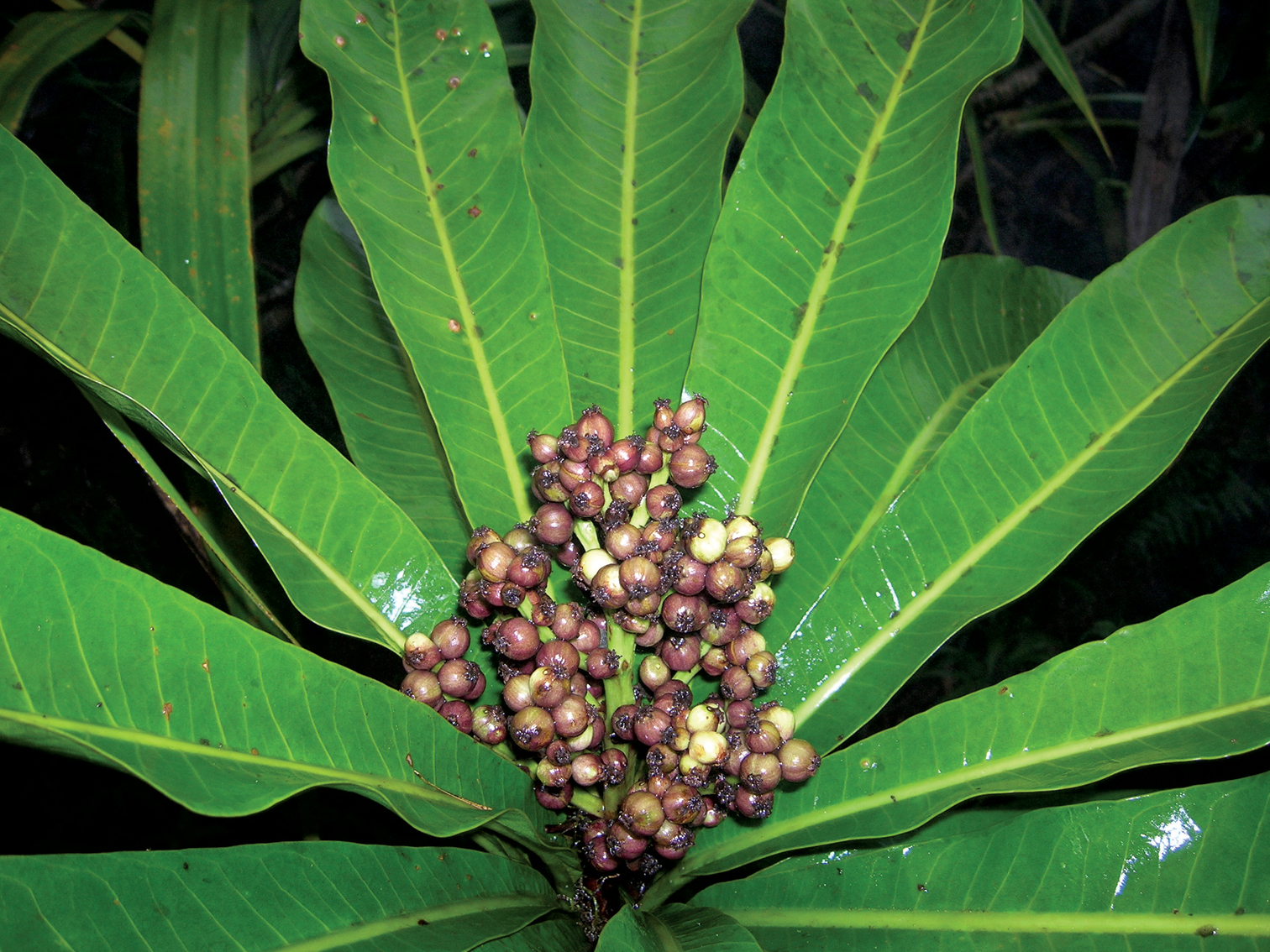
Meryta pastoralis s plody

## Rozšíření
Rod meryta zahrnuje asi 29 druhů a je rozšířen výhradně v jižním Tichomoří. Každý druh je endemitem jednoho ostrova, případně skupiny ostrovů. Největší počet druhů (celkem 11) je udáván z Nové Kaledonie. Větší počet druhů roste také na souostroví Samoa a Tonga a na Společenských ostrovech (po čtyřech), Norfolku a Jižním souostroví (po dvou). Nejjižnější výskyt je na Severním ostrově Nového Zélandu, nejvýchodnější na Hendersonově ostrově.
Zástupci rodu meryta tvoří v Mikronésii běžnou součást lesní vegetace na korálovém a vápencovém podloží.

## Taxonomie
Rod Meryta je v rámci čeledi Araliaceae řazen do podčeledi Aralioideae a tribu Meryteae, který zahrnuje pouze tento jediný rod. Molekulární analýzy ukázaly, že vývojový strom rodu se člení na dvě monofyletické větve, z nichž jedna zahrnuje novozélandský druh Meryta sinclairii a druh Meryta tenuifolia pocházející z Fidži, zatímco zbývající druhy, vesměs se severnějším rozšířením, jsou součástí druhé větve.

## Význam
Některé druhy jsou v tropech pěstovány pro estetické olistění jako okrasné rostliny. Vyžadují slunné až polostinné stanoviště a bohatou, vlhkou a dobře odvodněnou půdu. Mimo období růstu lze zálivku poněkud omezit. Množí se polovyzrálými letními řízky nebo podzimním výsevem semen. Pěstuje se zejména Meryta sinclairii, pocházející ze Severního ostrova Nového Zélandu Tento druh je na Novém Zélandu znám pod maorským názvem puka a je využíván k vyvolání potratu. Pryskyřice je žvýkána při dlouho trvajících bolestech zubů. Ze sbírek českých botanických zahrad není žádný druh tohoto rodu uváděn.